# Pegasos

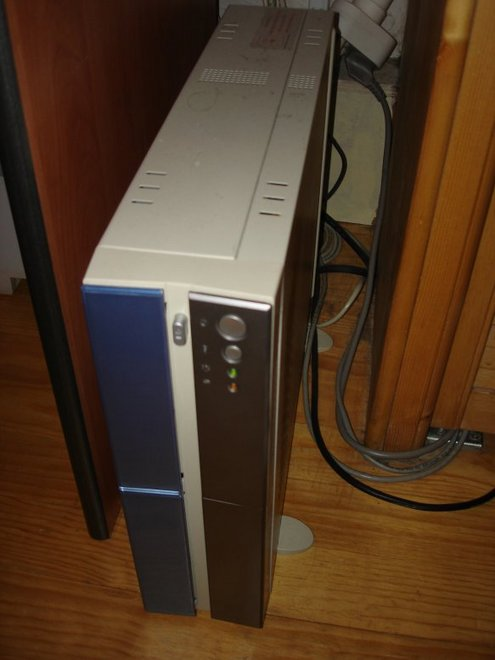
Компьютер, построенный на основе материнской платы Pegasos II

Pegasos — материнская плата на базе процессора PowerPC G3/G4, имеет 3 слота PCI, 1 слот AGP, два порта Ethernet (1 Гбит и 10/100 Мбит), USB, DDR, AC97-совместимый звук и контроллер Firewire. В духе Apple Macintosh для загрузки системы используется Open Firmware.
Продажи Pegasos осуществляются корпорацией Genesi и её партнёрами, а разработкой и производством занята компания bPlan GmBH, расположенная в Германии, в городе Франкфурте.
Существуют две версии материнской платы, различных ревизий: Pegasos и Pegasos II.

## Характеристики

### Pegasos (ревизии 1.x)
Pegasos поддерживает процессор IBM 750CXe, интегрированный сетевой адаптер 100 Мбит и модули памяти SDRAM стандарта PC133. Производство платы было прекращено после обнаружения ошибки в Mai ArticiaS, использованном в качестве северного моста. Последующие ревизии материнской платы выпускались с патчем April (так как ошибка была обнаружена 2 апреля). Окончательным выходом из положения стала замена северного моста на Marvell Discovery II. Так появилось второе поколение материнских плат Pegasos.
Материнская плата Pegasos снята с производства в середине 2003 года, однако до сих пор остаётся мощным и полезным инструментом для своих владельцев. Плата очень похожа на свою обновлённую версию (обычно называемую Pegasos II или просто Pegasos); их различия сводятся к разным моделям северного моста, а также к некоторым изменениям направленным на повышение общей производительности.
Несмотря на непродолжительное производство, старая плата Pegasos продолжает использоваться разработчиками и конечными пользователями. Корпорация Genesi проводит акции по замене старой ревизии на обновлённый Pegasos II, а платы старого образца рассылаются разработчикам (или продаются за символические суммы) не могущим себе позволить покупку Pegasos II, но желающим писать программное обеспечение для открытой архитектуры (Open Hardware).
- Материнская плата форм-фактора MicroATX (236 мм x 172 мм), совместимая со всеми ATX-корпусами.
- Open Firmware в качестве BIOS
- Северный мост Mai ArticiaS (версия A660BNGP)
- Южный мост VIA 8231
- Процессор PowerPC G3 750 CXe 600 МГц
- Один разъём для процессорного модуля (100 МГц — ширина шины)
- Два слота для памяти стандарта PC133 (суммарный объём — до 2 Гб)
- Один слот AGP для видеокарты
- Три слота PCI (32 бита, 33 МГц), по желанию добавляется Riser-карта
- Контроллер IEEE1394/Firewire™ на базе VIA VT6306 (100/200/400 Мбит)
- Контроллер USB на базе VIA 8231 (два внешних и один внутренний хост)
- Контроллер IRDA
- Интегрированный сетевой адаптер 10/100 Мбит на базе VIA Rhine
- Интегрированный звук стандарта AC97 на базе Sigmatel STAC 9766
- Два канала IDE ATA100 на базе VIA 8231
- Дисководный разъём
- Четыре разъёма для звука (микрофон, линейный вход/выход, наушники, S/PDIF)
- Два разъёма PS/2 (клавиатура, мышь)
- Последовательный порт (RS232)
- Параллельный порт (Centronics)
- Игровой порт (Game)

### Pegasos II
В Pegasos II использован северный мост Marvell Discovery II, поскольку он позволил bPlan произвести модернизацию без внесения существенных изменений в архитектуру материнской платы. За счёт этого стали доступными: интегрированный сетевой адаптер 1 Гбит, поддержка памяти DDR, использование процессорной линейки Freescale G4.
При использовании PowerPC 750CXe (G3) не требуется охлаждения процессора. Этот факт используется маркетологами bPlan и Genesi для рекламы платы как «Cool computing» — абсолютно бесшумного компьютера. Выпускаемые в продажу платы обычно идут с процессором Freescale MPC7447 (PowerPC G4) требующим небольшого вентилятора. Пассивное охлаждение используется также и в других продуктах базирующихся на плате Pegasos II (например, в домашнем мультимедийном центре «Home Media and Communication System»).
Материнская плата имеет модульный дизайн, за счёт этого она легко модернизируется, чтобы лучше соответствовать потребностям и требованиям пользователя. Использованы последние стандарты интерфейсов, благодаря чему пользователи могут использовать комплектующие общие для всех современных аппаратных платформ. Иначе для платформы Pegasos используются стандартные PC-совместимые устройства, такие как винчестеры ATA, модули памяти DDR, приводы CD/DVD, видеокарты, цифровые камеры, ТВ-тюнеры и прочее.
Материнская плата способна работать на одном и более процессоров (этот вопрос решается заменой процессорного модуля MegArray) при тех же самых аппаратных средствах, что выгодно выделяет Pegasos из массы других систем. Производитель ставит своей задачей предложение привлекательных плат по доступным ценам на базе архитектуры Power.
Производство платы и процессорных модулей к ней прекращено осенью 2006 года.
- Материнская плата форм-фактора MicroATX (236 мм x 172 мм), совместимая со всеми ATX-корпусами.
- Open Firmware в качестве BIOS
- Северный мост Marvell Discovery II (версия MV64361)
- Южный мост VIA 8231
- Процессор PowerPC G3 или PowerPC G4 1 ГГц (от IBM или Motorola)
- Один разъём для процессорного модуля (266 МГц — ширина шины)
- Два слота для памяти стандарта PC2100 (суммарный объём — до 8 Гб)
- Один слот AGP для видеокарты
- Три слота PCI (32 бита, 33 МГц), по желанию добавляется Riser-карта
- Контроллер IEEE1394/Firewire™ на базе VIA VT6306 (100/200/400 Мбит)
- Контроллер USB на базе VIA 8231 (два внешних и один внутренний хост)
- Контроллер IRDA
- Интегрированный сетевой адаптер 10/100 Мбит на базе VIA Rhine
- Интегрированный сетевой адаптер 1 Гбит на базе Marvell Discovery II
- Интегрированный звук стандарта AC97 на базе Sigmatel STAC 9766
- Два канала IDE ATA100 на базе VIA 8231
- Дисководный разъём
- Четыре разъёма для звука (микрофон, линейный вход/выход, наушники, S/PDIF)
- Два разъёма PS/2 (клавиатура, мышь)
- Последовательный порт (RS232)
- Параллельный порт (Centronics)
- Игровой порт (Game)

В комплект поставки входят MorphOS и Debian GNU/Linux (с пакетом Mac-on-Linux)

## Поддерживаемые операционные системы
- AROS
- FreeBSD
- OpenBSD — вышел всего 1 релиз порта, после чего он был закрыт.
- Haiku
- GNU/Linux (несколько дистрибутивов, с Linux 2.6.13 и выше)
- Mac OS 9/X (эмуляционный пакет Mac-on-Linux)
- MorphOS (эмуляционный слой для приложений AmigaOS 3.1 — 3.9)
- µnOS ('Munos')
- NetBSD
- OpenDarwin
- OpenSolaris
- QNX
- Zynot
- Symobi